# 松井山手駅
松井山手駅（まついやまてえき）は、京都府京田辺市山手中央にある、西日本旅客鉄道（JR西日本）片町線（学研都市線）の駅である。駅番号はJR-H26。

## 概要
駅周辺で京阪東ローズタウンを開発している京阪電気鉄道（当時、現在の京阪電鉄不動産）が建設費の一部23億円を負担した請願駅である。
当駅およびその付近（徒歩圏内である八幡市との境界付近）において北陸新幹線の新駅設置が検討されている（後述）。

## 歴史
- 1989年（平成元年）3月11日：片町線（学研都市線）の木津駅 - 長尾駅間の電化完了[6]、これに合わせて駅開業[1][3][7]。また、同日に当駅 - 長尾駅間が複線化[8]。駅前広場は整備中のため、仮設通路が設けられる[9]。
- 1990年（平成2年）4月16日：西口駅前広場が完成し、供用開始[10]。
- 1991年（平成3年）4月1日：東口駅前広場が完成し、供用開始[11]。
- 2002年（平成14年）
  - 3月23日：列車の増結・切り離しが当駅から京田辺駅へ変更される[12][13][注 1]。
  - 12月21日：橋上駅舎とホームを結ぶエレベーターの使用を開始する[14]。
- 2003年（平成15年）
  - 1月27日：駅構内に多目的トイレが設置され、使用を開始する[14]。
  - 11月1日：当駅においてICカード「ICOCA」の利用が可能となる[6]。
- 2011年（平成23年）3月8日：JR宝塚・JR東西・学研都市線運行管理システムが導入される[6]。接近メロディ導入。
- 2015年（平成27年）4月1日：業務委託駅から直営駅となる[要出典]。
- 2018年（平成30年）3月17日：駅ナンバリングが導入され、使用を開始する。
- 2024年（令和6年）
  - 11月30日：みどりの窓口の営業を終了[15]。
  - 12月1日：みどりの券売機プラスを導入[15]。

## 駅構造
相対式ホーム2面2線を有する地上駅（掘割駅）で、橋上駅舎がある。8両編成に対応している。当駅から木津方面が単線となっているため、交換可能駅としての機能も持つ。大阪府との境界に近い丘陵地にあるため、線路およびホームは掘割の中にある。両ホームにエレベーターが設置されている。
四条畷駅が管轄する被管理の巡回駅。
ICカード「ICOCA」が利用可能となっている（ICOCAの相互利用対象ICカードも利用可能）。

### のりば
| のりば | 路線       | 方向 | 行先               |
| ------ | ---------- | ---- | ------------------ |
| 1・2   | 学研都市線 | 上り | 同志社前・木津方面 |
| 1・2   | 学研都市線 | 下り | 四条畷・京橋方面   |

- 配線上では1番のりばが上り本線、2番のりばが下り本線となっているが、どちらも両方向の入線・出発に対応している。主として1番のりばに木津方面行き（上り）、2番のりばに京橋方面行き（下り）が停車するが、時間帯や当駅折り返し列車の発着番線によって、停車ホームが変更される（ラッシュ時の折り返し京橋方面行きの大半は1番のりばに停車）。
- 日中の場合、かつては同志社前駅・木津駅発着の快速（両方向とも）を1番のりば、当駅折り返しの普通電車を2番のりばに停車させるダイヤであったが、現在は当駅で同志社前駅・木津駅発着列車同士の行き違いを行うようになったため、日中時間帯は事実上行き先がホームごとに固定された形になっている。
- 木津側に引き上げ線が1線あり、朝ラッシュ時の列車折り返しに使われている[注 2]。ダイヤが乱れた場合の列車留置に使われることもあるが、接続しているのが2番線（のりば）だけである。引き上げ線は本線から線路1本分のスペースを空けて敷設されており、将来的に木津方面を複線化することも可能なように設計されている。

## ダイヤ
日中時間帯は区間快速が1時間に4本停車する。朝晩は当駅折り返しを含めて本数が多くなる。また、一部の時間帯には四条畷駅発着の普通列車が当駅発着として乗り入れている。
以前は当駅で編成の一部（3両）の増結・切り離しが行われていたが、2002年（平成14年）3月23日から京田辺駅で行うようになり、2010年（平成22年）3月13日からは全線が7両編成対応となったことにより、学研都市線での増結・切り離しは廃止された。

## 利用状況
2023年（令和5年）度の1日当たりの利用者数は13,330人である。
各年度の乗車人員は下表の通り。
| 年度               | 乗車人員 | 乗降人員 | 出典          | 出典            |
| 年度               | 乗車人員 | 乗降人員 | 京都府        | 京田辺市        |
| ------------------ | -------- | -------- | ------------- | --------------- |
| 1991年（平成03年） | 1,609    |          | [ 京都府 1 ]  |                 |
| 1992年（平成04年） | 2,079    |          | [ 京都府 2 ]  |                 |
| 1993年（平成05年） | 2,575    |          | [ 京都府 3 ]  |                 |
| 1994年（平成06年） | 3,022    |          | [ 京都府 4 ]  |                 |
| 1995年（平成07年） | 3,385    |          | [ 京都府 5 ]  |                 |
| 1996年（平成08年） | 3,707    |          | [ 京都府 6 ]  |                 |
| 1997年（平成09年） | 3,964    |          | [ 京都府 7 ]  |                 |
| 1998年（平成10年） | 4,362    |          | [ 京都府 8 ]  |                 |
| 1999年（平成11年） | 4,923    |          | [ 京都府 9 ]  |                 |
| 2000年（平成12年） | 5,227    | 10,454   | [ 京都府 10 ] | [ 京田辺市 1 ]  |
| 2001年（平成13年） | 5,474    | 10,950   | [ 京都府 11 ] | [ 京田辺市 1 ]  |
| 2002年（平成14年） | 5,575    | 11,150   | [ 京都府 12 ] | [ 京田辺市 1 ]  |
| 2003年（平成15年） | 5,556    | 11,082   | [ 京都府 13 ] | [ 京田辺市 2 ]  |
| 2004年（平成16年） | 5,570    | 11,111   | [ 京都府 14 ] | [ 京田辺市 3 ]  |
| 2005年（平成17年） | 5,849    | 11,701   | [ 京都府 15 ] | [ 京田辺市 4 ]  |
| 2006年（平成18年） | 6,063    | 12,125   | [ 京都府 16 ] | [ 京田辺市 5 ]  |
| 2007年（平成19年） | 6,263    | 12,492   | [ 京都府 17 ] | [ 京田辺市 6 ]  |
| 2008年（平成20年） | 6,447    | 12,895   | [ 京都府 18 ] | [ 京田辺市 7 ]  |
| 2009年（平成21年） | 6,441    | 12,874   | [ 京都府 19 ] | [ 京田辺市 8 ]  |
| 2010年（平成22年） | 6,293    | 12,589   | [ 京都府 20 ] | [ 京田辺市 9 ]  |
| 2011年（平成23年） | 6,388    | 12,776   | [ 京都府 21 ] | [ 京田辺市 10 ] |
| 2012年（平成24年） | 6,441    | 12,882   | [ 京都府 22 ] | [ 京田辺市 11 ] |
| 2013年（平成25年） | 6,633    | 13,264   | [ 京都府 23 ] | [ 京田辺市 12 ] |
| 2014年（平成26年） | 6,893    | 13,784   | [ 京都府 24 ] | [ 京田辺市 13 ] |
| 2015年（平成27年） | 7,005    | 14,012   | [ 京都府 25 ] | [ 京田辺市 14 ] |
| 2016年（平成28年） | 7,055    | 14,108   | [ 京都府 26 ] | [ 京田辺市 15 ] |
| 2017年（平成29年） | 7,167    | 14,332   | [ 京都府 27 ] | [ 京田辺市 16 ] |
| 2018年（平成30年） | 6,877    | 13,752   | [ 京都府 28 ] | [ 京田辺市 17 ] |
| 2019年（令和元年） | 7,117    | 14,236   | [ 京都府 29 ] | [ 京田辺市 18 ] |
| 2020年（令和02年） | 5,701    | 11,404   | [ 京都府 30 ] | [ 京田辺市 19 ] |
| 2021年（令和03年） | 6,033    | 12,068   | [ 京都府 31 ] | [ 京田辺市 20 ] |
| 2022年（令和04年） | 6,449    | 12,900   | [ 京都府 32 ] | [ 京田辺市 21 ] |
| 2023年（令和05年） |          | 13,330   |               | [ 21 ]          |

## 駅周辺

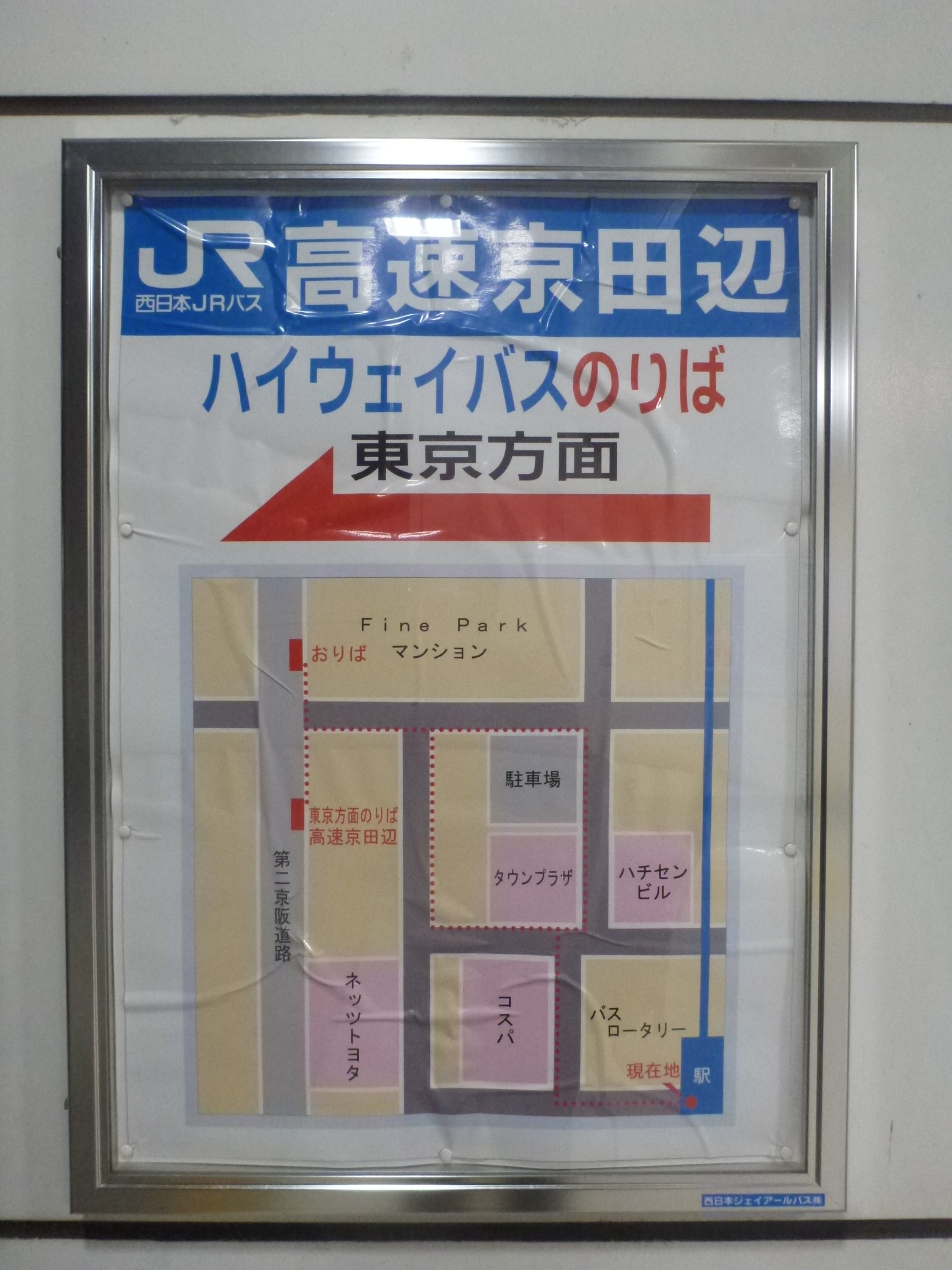
駅前にある高速京田辺バスストップへの案内板

- 京阪東ローズタウン[4]
- 松井ヶ丘
  - 奥池
- 諏訪ヶ原公園
- 京田辺市立松井ヶ丘小学校
- 第二京阪道路（国道1号）
  - 京田辺パーキングエリア[22]・京田辺バスストップ（高速京田辺）[4]
- 山手幹線
- フレスト松井山手店
- ブランチ松井山手
- SPA&HOTEL水春 松井山手
- プロロジスパーク京田辺

## バス路線
西側の駅前にはバスロータリーがあり、京阪バスおよび京都京阪バスの路線バスが発着している。
停留所名は「松井山手駅」。
2010年（平成22年）3月24日までは、関西国際空港へのリムジンバスも発着していたが、第二京阪道路の全線開通に伴う路線再編により、3月25日からは、約350m西側の第二京阪京田辺パーキングエリア内に設置された「高速京田辺バスストップ」発着に変更された。高速バス停には、大阪国際空港（伊丹空港）、関東・中日本方面（東京・成田国際空港・長野・静岡）などに発着の高速バスも停車する。
なお、一時期は旧京阪宇治交通において「リムジンセンターU-ハウス学研山手」という停留所名だった。その後、2002年（平成14年）頃に現在の停留所名になった。「リムジンセンターU-ハウス学研山手」は関西国際空港へのリムジンバスの案内所として1996年（平成8年）4月17日に営業開始し、現在のりそな銀行付近にあった。2002年（平成14年）頃に「リムジンセンター学研山手」に名称が変更された後、2005年（平成17年）2月22日にバスロータリー2番乗り場前に移転し「リムジンセンター松井山手」となった後、「京阪宇治バス松井山手営業所」を経て現在は「京都京阪バス松井山手営業所」となっている。

### 京阪バス
近鉄新田辺行きや樟葉駅行きの一般路線が中心。その他に京阪東ローズタウンコミュニティバスなどの京阪東ローズタウン内の路線や京都駅・交野市駅などへの急行路線バス（ダイレクトエクスプレス直Q京都号）が運行されている。
| のりば | 路線名       | 担当   | 行先                                        | 備考                                                              |
| ------ | ------------ | ------ | ------------------------------------------- | ----------------------------------------------------------------- |
| 1      | 山手線       | 共管   | 67・67D号経路：近鉄新田辺                   | 朝と土休日夜間のみ運行。JR大住駅経由                              |
| 1      | 山手線       | 京田辺 | 67B号経路：近鉄新田辺                       | 男山の担当便はなし（他は67・67D号経路と同様）                     |
| 1      | 山手線       | 共管   | 31・68号経路：近鉄新田辺                    | 朝夕のみ運行。畠経由                                              |
| 1      | 山手線       | 共管   | 16号経路：樟葉駅                            | 朝夕のみ運行。松井・水珀経由                                      |
| 1      | 山手線       | 男山   | 16C号経路：樟葉駅                           | 平日朝1本のみ運行（経由地は16号経路と同様）                       |
| 1      | 京田辺市内線 | 京田辺 | 66A号経路：京田辺市役所                     | 平日・土曜運行。宝生苑経由                                        |
| 1      | 京田辺市内線 | 京田辺 | 66B号経路：京田辺市役所                     | 休日（祝日以外の土曜は対象外）運行。宝生苑は経由しない            |
| 2      | 京田辺市内線 | 京田辺 | 66A・66B号経路：ソフィアモール              |                                                                   |
| 2      | 山手線       | 京田辺 | 600号経路：東ローズ循環右回り               | 6時台のみ運行。京阪東ローズタウンコミュニティバス（以下コミバス） |
| 2      | 山手線       | 京田辺 | 610号経路：東ローズ循環左回り               | 平日夜間に3本運行。コミバス                                       |
| 2      | 山手線       | 京田辺 | 620号経路：ソフィアモール・美濃山小学校循環 | 平日7時台に3本運行。コミバス                                      |
| 2      | 山手線       | 京田辺 | 621号経路：ソフィアモール                   | 当停留所始発（経由地は66A・66B号経路と同様）。コミバス            |
| 3      | 山手線       | 京田辺 | 67B号経路：樟葉駅                           | 平日朝1本のみ運行。美濃山口・水珀経由                             |
| 3      | 山手線       | 共管   | 16A・16B・67D号経路：樟葉駅                 | 美濃山小学校・水珀経由                                            |
| 3      | 山手線       | 共管   | 30・31号経路：樟葉駅                        | 土休日の昼間は運行されない。摂南大学北口・くすのき小学校経由      |
| 3      | 山手線       | 男山   | NS経路：摂南大学北口                        | 学休期運休                                                        |

#### 直Q京都号
当駅は京都駅行きをはじめとしたダイレクトエクスプレス直Q京都号が頻発している。
のりばも2・3・4に分散し（4のりば以外は一般路線と共用）、2のりばから京都駅八条口行き・京阪交野市駅行き、3のりばから摂南大学薬用植物園行き・長尾駅行きが、4のりばから京田辺市役所行き・大住ヶ丘行きが発着。

### 京都京阪バス
1のりばを京阪バスと共用の形で発着。
| のりば | 路線名           | 系統・行先                         |
| ------ | ---------------- | ---------------------------------- |
| 1      | イオン松井山手線 | 17号経路：まちの駅イオン久御山店前 |

## 将来構想など

### 北陸新幹線の駅設置案

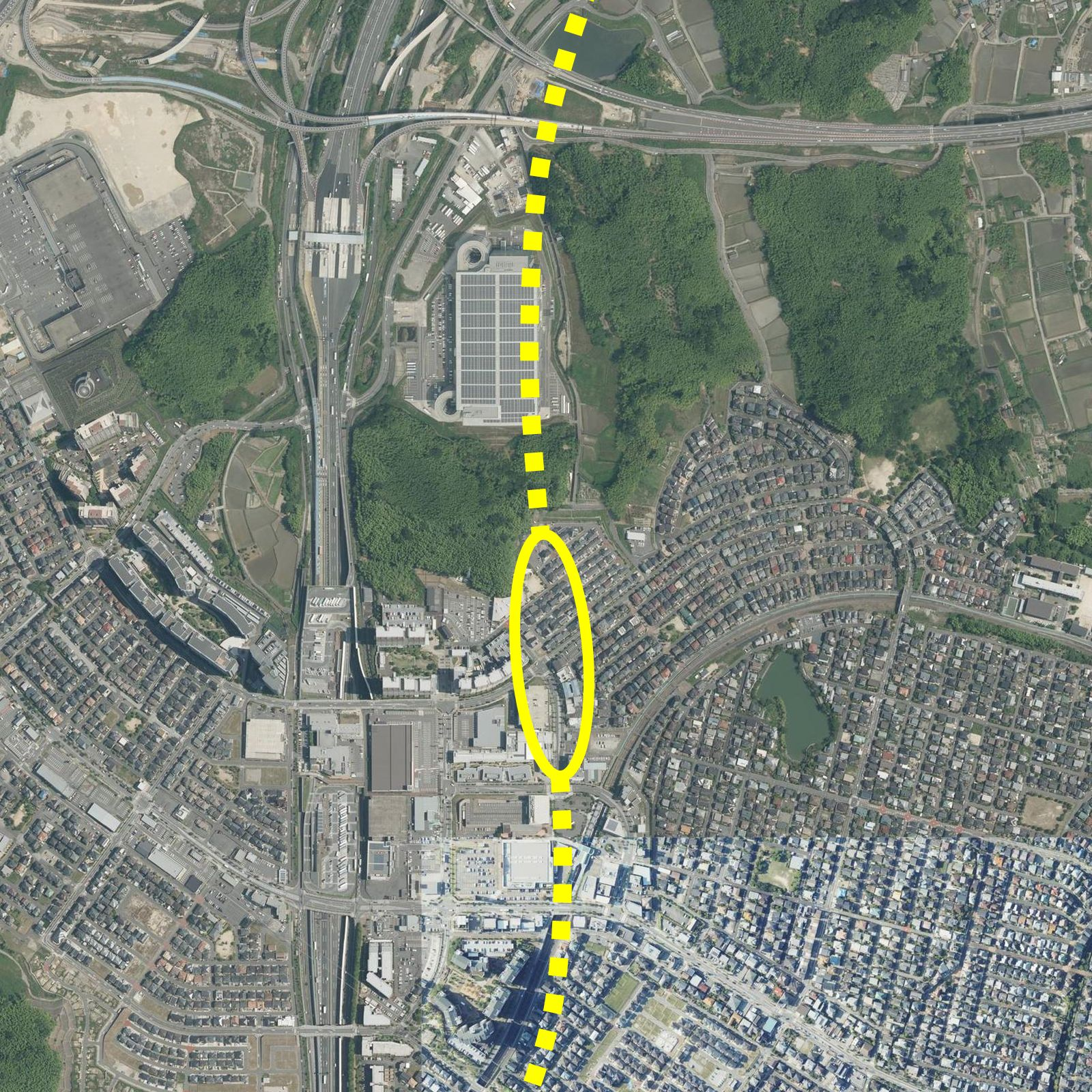
新幹線駅の位置。松井山手駅西側の駅前ロータリー付近の地下約40mに設置される。

北陸新幹線の敦賀駅以西の経路は、2016年末に京都駅までが「小浜・京都ルート」で決定していたが、京都駅から先の新大阪駅までは大阪府箕面市付近を中間駅なしで通過する「北回り」と、京田辺市に中間駅を設ける「南回り」の2つの案から検討が行われた。
国土交通省による「南回り」の試算結果では、当駅付近に中間駅を設けるルートが「北回り」と同等の費用対効果（費用便益分析、B/C）が得られたことにより、京都駅 - 新大阪駅間はそれを中間駅とした「南回り」を政権与党で大筋合意した。
2017年3月15日、当駅付近に中間駅を設ける「南回り案」を正式採用した。地上駅と地下駅のイメージが公表されていたが、2024年に駅は地下とする案が発表された。

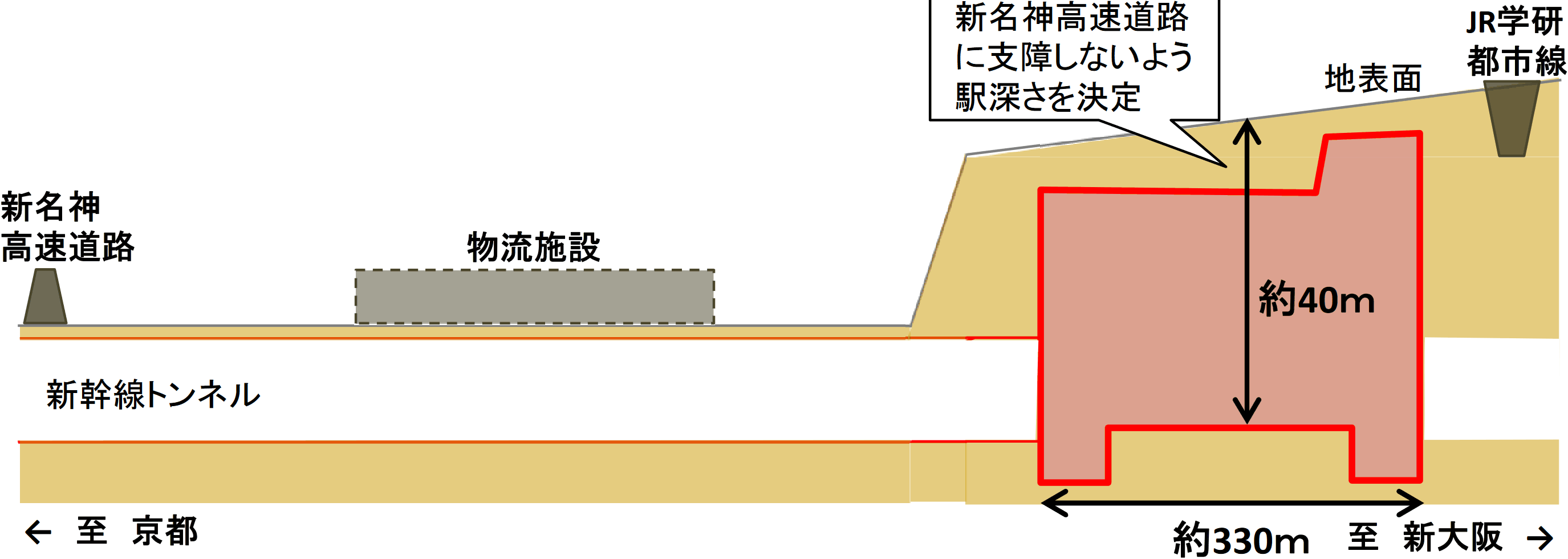
新幹線駅と前後の線路の断面図。駅は2面2線で長さ約330m、幅約30m。

## 隣の駅
西日本旅客鉄道（JR西日本）
 学研都市線（片町線）
■快速・■区間快速・■普通
大住駅 (JR-H25) - 松井山手駅 (JR-H26) - 長尾駅 (JR-H27)

### 記事本文